# Герб Бангкока
Печать Бангкока представляет собой официальную символику столицы Таиланда. Печать  круглой формы, в центре изображён священный белый слон Айравата. Верхом на слоне изображён бог войны и погоды — Индра Громовержец, сжимающий в правой руке молнию. Вдоль верхней части герба имеется надпись на тайском языке, означающая полное название города. 